# Les Caractères de la danse
Les Caractères de la danse est une symphonie chorégraphique composée par Jean-Féry Rebel, représentée pour la première fois à l'Académie royale de musique de Paris par Françoise Prévost.
Le ballet, sans thème ni paroles, consiste en une suite de danses comprenant une courante, un menuet, une bourrée, une chaconne, une sarabande, une gigue, un rigaudon, un passepied, une gavotte, une loure et une musette.
Marie-Anne de Camargo reprend le rôle en 1726 et Marie Sallé en 1729, en couple avec Antoine Bandieri de Laval.
En 1986, Francine Lancelot crée une chorégraphie originale sur cette musique dans le spectacle Caprice.